# Chromatopterum dimidiatum
Chromatopterum dimidiatum är en tvåvingeart som beskrevs av Deeming 1981. Chromatopterum dimidiatum ingår i släktet Chromatopterum och familjen fritflugor.
Artens utbredningsområde är Nigeria. Inga underarter finns listade i Catalogue of Life.